# 北見崇史
北見 崇史（きたみ たかし、1969年 - ）は、日本の作家。北海道釧路市出身。
2019年に「北海銀」名義で「血の配達屋さん』（『出航』に改題）で第39回横溝正史ミステリ&ホラー大賞で優秀賞を受賞する
。同作は選考会時にて賛否両論を巻き起こした問題作と言われている。名義と作品名を変えてデビューした。

## 作品リスト

### 単行本
- 『出航』（KADOKAWA、2019年10月）ISBN 9784041089071
  - 『血の配達屋さん』（角川ホラー文庫、2022年10月）ISBN 9784041128060